# Louisville
Louisville é a cidade mais populosa do estado americano do Kentucky. Está localizada no noroeste do estado, e logo ao sul do estado de Indiana. A cidade é separada de Indiana apenas pelo rio Ohio. Foi fundada em 1778 por uma expedição de treze famílias comandadas pelo Coronel George Rogers.
Sua economia baseia-se primariamente na fabricação de whiskey e no turismo.
Louisville é a cidade natal de Keno Don Hugo Rosa, famoso quadrinista da Disney, James Kottak, atual baterista da banda alemã Scorpions, Jennifer Lawrence, atriz conhecida por Winter's Bone e Jogos Vorazes, Mary Travers, integrante da banda Peter Paul and Mary e da cantora Mia Zapata, já falecida, famosa por ter sido a vocalista da banda The Gits. Foi nesta cidade, também, que cresceu Nicole Scherzinger do grupo The Pussycat Dolls que inclusive, foi criado um dia em sua homenagem. É também a cidade onde nasceu Muhammad Ali, considerado por muitos o melhor pugilista de todos os tempos.

## Geografia
De acordo com o Departamento do Censo dos Estados Unidos, a cidade-condado consolidada tem uma área de 1 029,8 km², dos quais 986,3 km² estão cobertos por terra e 43,5 km² (4,2%) por água.

## Demografia
Até 2003, Louisville era muito menor em área e em população, quando naquele ano, foi fundida com outras cidades vizinhas.
Segundo o censo nacional de 2020, a sua população é de 633 045 habitantes e sua densidade populacional é de 927,7 hab/km². Seu crescimento populacional na última década foi de 6,0%, acima do crescimento estadual de 3,8%. É a cidade mais populosa do estado e a 29ª mais populosa do país, perdendo duas posições em relação ao censo anterior.
Possui 287 165 residências que resulta em uma densidade de 420,8 residências/km² e um aumento de 6,0% em relação ao censo anterior. Deste total, 8,5% das unidades habitacionais estão desocupadas. A média de ocupação é de 2,4 pessoas por residência.

## Marcos históricos
O Registro Nacional de Lugares Históricos lista 372 marcos históricos em Louisville, dos quais oito são Marcos Históricos Nacionais. O primeiro marco foi designado em 15 de outubro de 1966 e o mais recente em 9 de junho de 2021, o Theophilus T. Conrad House-Rose Anna Hughes Presbyterian Widows Home.